# 688 Melanie
688 Melanie è un asteroide della fascia principale del diametro medio di circa 41,4 km. Scoperto nel 1909, presenta un'orbita caratterizzata da un semiasse maggiore pari a 2,6987911 UA e da un'eccentricità di 0,1361150, inclinata di 10,24575° rispetto all'eclittica.
L'origine del suo nome è sconosciuta.